# Hicham Aboucherouane
Hicham Aboucherouane (en árabe: هشام بوشروان‎; provincia de El Yadida, Marruecos, 2 de abril de 1981) es un exfutbolista de Marruecos que jugaba en la posición de extremo.

## Carrera

### Club
| Periodo   | Club                 | Apariciones | Goles |
| --------- | -------------------- | ----------- | ----- |
| 1999–2004 | Raja Casablanca      | 116         | 35    |
| 2004      | Al-Nassr             | 15          | 13    |
| 2004–2007 | Raja Casablanca      | 37          | 17    |
| 2005–2006 | → Lille OSC (cedido) | 16          | 2     |
| 2007–2008 | Espérance ST         | 32          | 10    |
| 2008–2010 | Ittihad FC           | 57          | 29    |
| 2010–2011 | Raja Casablanca      | 21          | 3     |
| 2011–2012 | Al-Ahli Doha         | 19          | 5     |
| 2012-2014 | OFC Les Mureaux      | 60          | 52    |

### Selección nacional
Jugó para Marruecos en 27 ocasiones de 2002 a 2009 y anotó cinco goles; participó en dos ediciones de la Copa Africana de Naciones.

## Logros

### Club
- Botola (3): 2001, 2004, 2011
- Copa del Trono (2): 2002, 2005
- Copa CAF (1): 2003
- Copa de Túnez (2): 2007, 2008
- Liga Profesional Saudí (1): 2009

### Individual
- Mejor jugador de la Liga de Campeones de la CAF 2002.
- Goleador de la Liga de Campeones de la CAF 2002 (7 goles).[2]
- Goleador de la Copa CAF 2003 (7 goles).[3]
- Goleador de la Liga Profesional Saudí 2008/09 (12 goles).[4]